# Колфакс (Іллінойс)
Колфакс (англ. Colfax) — селище (англ. village) в США, в окрузі Маклейн штату Іллінойс. Населення — 996 осіб (2020).

## Географія
Колфакс розташований за координатами 40°34′0″ пн. ш. 88°36′58″ зх. д. / 40.56667° пн. ш. 88.61611° зх. д. (40.566584, -88.616098).  За даними Бюро перепису населення США в 2010 році селище мало площу 1,42 км², уся площа — суходіл.

## Демографія
Згідно з переписом 2010 року, у селищі мешкала 1061 особа в 402 домогосподарствах у складі 283 родин. Густота населення становила 746 осіб/км².  Було 447 помешкань (314/км²).
Расовий склад населення:
| - 98,0 % — білих - 0,9 % — чорних або афроамериканців - 0,1 % — вихідців з тихоокеанських островів - 0,1 % — корінних американців |

До двох чи більше рас належало 0,8 %. Частка іспаномовних становила 1,3 % від усіх жителів.
За віковим діапазоном населення розподілялося таким чином: 26,0 % — особи молодші 18 років, 56,9 % — особи у віці 18—64 років, 17,1 % — особи у віці 65 років та старші. Медіана віку мешканця становила 38,5 року. На 100 осіб жіночої статі у селищі припадало 97,9 чоловіків;  на 100 жінок у віці від 18 років та старших — 90,5 чоловіків також старших 18 років.
Середній дохід на одне домашнє господарство  становив 74 377 доларів США (медіана — 56 500), а середній дохід на одну сім'ю — 84 853 долари (медіана — 69 167). За межею бідності перебувало 12,8 % осіб, у тому числі 19,1 % дітей у віці до 18 років та 3,8 % осіб у віці 65 років та старших.
Цивільне працевлаштоване населення становило 498 осіб. Основні галузі зайнятості: освіта, охорона здоров'я та соціальна допомога — 19,7 %, фінанси, страхування та нерухомість — 17,9 %, виробництво — 12,9 %, роздрібна торгівля — 10,8 %.